# Occità bearnès
El bearnès o bearnés és el nom que se li dona a l'occità parlat al Bearn. Es tracta d'una variant del gascó, la qual presenta també variants segons l'indret bearnès on es parla. Va ser utilitzat com a llengua administrativa i jurídica al Bearn i a les regions lligades a ell: Regne de Navarra, Zuberoa i Foix. Al Bearn, la seva utilització oficial va entrar en concurrència amb el francès des del Renaixement i, sobretot, a partir de l'Edicte d'integració del Bearn dins del Regne de França el 1620. Tanmateix, el bearnès es va continuar utilitzant als actes oficials i legals fins a la Revolució Francesa, quan el francès va esdevenir llengua oficial.

## Literatura i història
El bearnès apareix per primer cop en un escrit als Fòrs d'Auloron del 1080, dels quals només se'n conserva una versió del segle xiii. És també de la mateixa època un altre famós text jurídic: la Carta d'Ortès. La Declaracion d'independéncia del Bearn és un altre text famós escrit en bearnès; aquest escrit va ser, en realitat una resposta provocativa de Gastó Febus a Felip VI de Valois, on li deia que Déu i la seva espasa eren els que sostenien el Bearn. També Enric IV, llavors ja rei de França, escrivia en bearnès a jurats de la Vall d'Aussau.
Joana Labrit va utilitzar aquesta variant del gascó per evangelitzar els bearnesos durant la Reforma, malgrat ser el francès la llengua d'utilització habitual en aquesta activitat; es deuen a aquest moment els Salmes de David en rima bearnesa del pastor Arnaut de Saleta. A la fi del segle xvii, Joan Enric de Fondevila va compondre obres de teatre en versos alexandrins, la més famosa de la qual és La pastorala de paisan qui cerca mestièr au son hilh sens ne trabar au son grat. Alguns anys després, el segle xviii va aportar l'anònim Sermon deu curé de Bideren i els cants i poesies de Ciprian Desporrins, que són conegudes i cantades encara avui al Bearn.
Del segle xix, cal mencionar el poeta d'Auloron Xavièr Navarròt que va compondre poemes lírics i polítics. A la fi d'aquell segle, el filòleg Vastin Lespi va consagrar recerques lexicogràfiques i erudites de la llengua; se li deu un diccionari i gramàtiques sobre el bearnès. El Felibritge va prendre al Bearn el nom d'Escole Gastoû Febus i un dels seus majoraus, l'escriptor Simin Palay, escrigué un gran diccionari del bearnès i del gascó modern. L'hispanista, filòleg i escriptor Joan de Boset, va crear una gramàtica per l'ensenyament de la llengua a les escoles.
Com en altres llocs d'Occitània, el bearnès es trobava en un procés avançat de substitució lingüística als anys seixanta i setanta; tot i així, durant els anys vuitanta es va veure el naixement de les primeres escoles Calandreta i de Ràdio País.

## Ús de la llengua
Una enquesta de l'any 1982 al Bearn va indicar que el 51% de la població parlava bearnès, el 70% l'entenien i el 85% era favorable a la protecció de la llengua.
François Bayrou, candidat a les eleccions presidencials del 2007 pel centre, originari del Bearn, parla bearnès; en el seu moment es va posicionar a favor de la defensa de les llengües dites regional en un discurs realitzat a Perpinyà durant la campanya electoral.

## Expressions florides del bearnès
- Diu vivant (expressió que denota sorpresa)
- Hilh de puta (interjecció de sorpresa o admiració)
- Macarèu (interjecció, insult lleu)